# Lynn Silliman
Lynn Silliman (Watsonville, 24 de abril de 1959) es una deportista estadounidense que compitió en remo como timonel.
Participó en los Juegos Olímpicos de Montreal 1976, obteniendo una medalla de bronce en la prueba de ocho con timonel. Ganó una medalla de plata en el Campeonato Mundial de Remo de 1975.

## Palmarés internacional
| Juegos Olímpicos   | Juegos Olímpicos         | Juegos Olímpicos  | Juegos Olímpicos |
| Año                | Lugar                    | Medalla           | Prueba           |
| ------------------ | ------------------------ | ----------------- | ---------------- |
| 1976               | Montreal (Canadá)        | Medalla de bronce | Ocho con timonel |
| Campeonato Mundial |                          |                   |                  |
| Año                | Lugar                    | Medalla           | Prueba           |
| 1975               | Nottingham (Reino Unido) | Medalla de plata  | Ocho con timonel |